# Carex abrupta
Carex abrupta Mack. es una especie de planta herbácea de la familia de las ciperáceas.

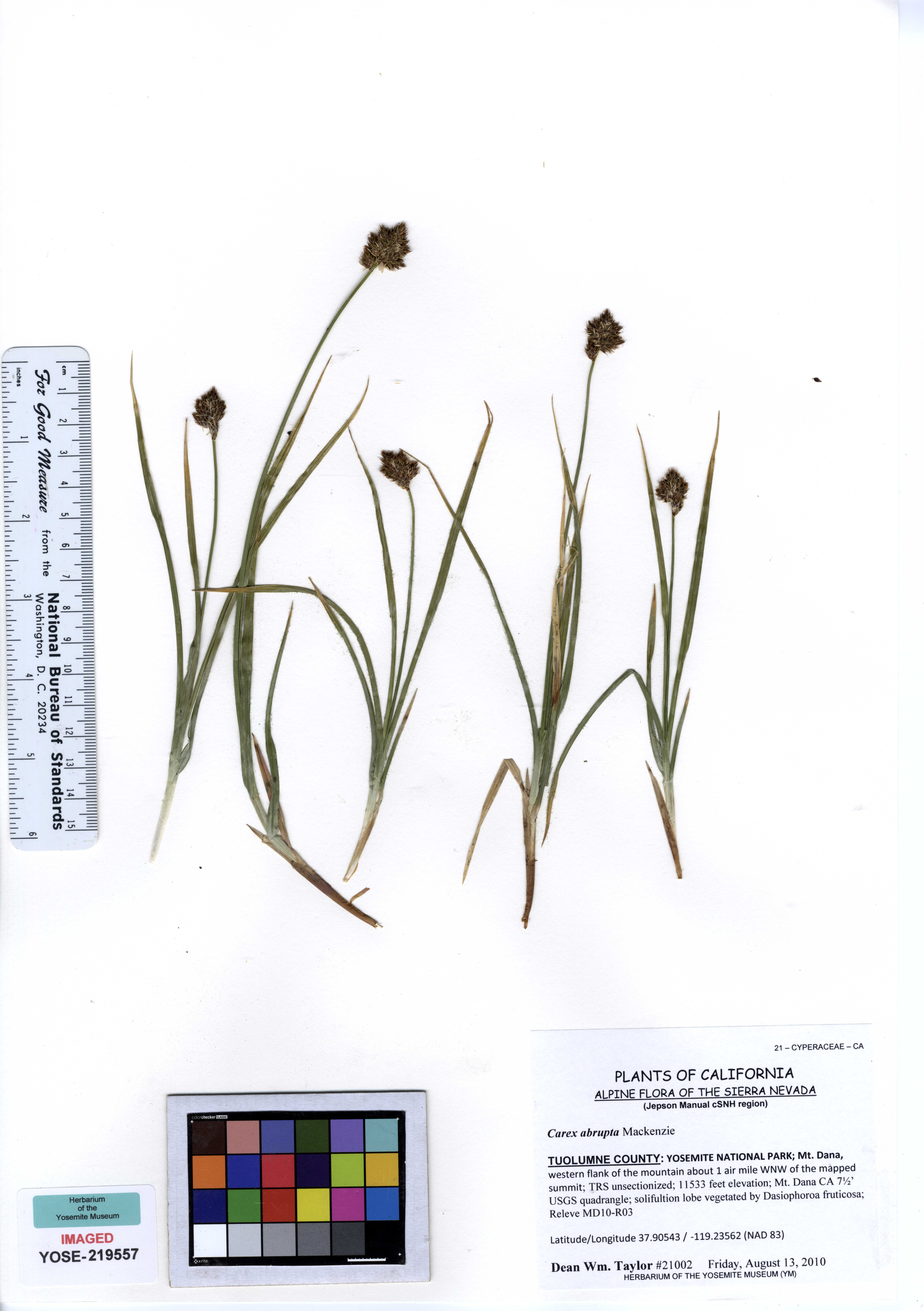
Vista de la planta

## Distribución y Hábitat
Esta planta es nativa del oeste de los Estados Unidos desde California a Idaho, donde crece en hábitat húmedos de montaña, como en las praderas.

## Descripción
Forma un denso y erecto macizo superior a 20 centímetros de altura. La inflorescencia es un racimo de espigas redondeadas de 1 a 2 centímetros de ancho. Cada fruto está rodeado por un saco llamado perigynium que es un cuenco con forma de cuchara de forma muy estrecha con un pico cilíndrico de color rojo cobrizo a marrón oscuro.

## Taxonomía
Carex abrupta fue descrita por Kenneth Kent Mackenzie y publicado en Bulletin of the Torrey Botanical Club 43(12): 618–619. 1916[1917].
Etimología
Ver: Carex
abrupta; epíteto latino que significa "abrupta".